# Style Louis XIV
Le style Louis XIV est un style d'ameublement couvrant plus ou moins la période du règne de Louis XIV (1661 à 1715).
Ce style est caractérisé par la majesté et la richesse de son mobilier. C'est pendant cette période que la technique de marqueterie dite « marqueterie Boulle » est développée. 

## Période
Le style Louis XIV fait suite au style Louis XIII. Le style émerge à l'avènement du règne de Louis XIV en 1661 et perdure jusqu'à la fin du XVIIe siècle. Après la mort de Le Brun en 1690, le style décline et est progressivement remplacé par le style Régence.

### Situation politique et culturelle

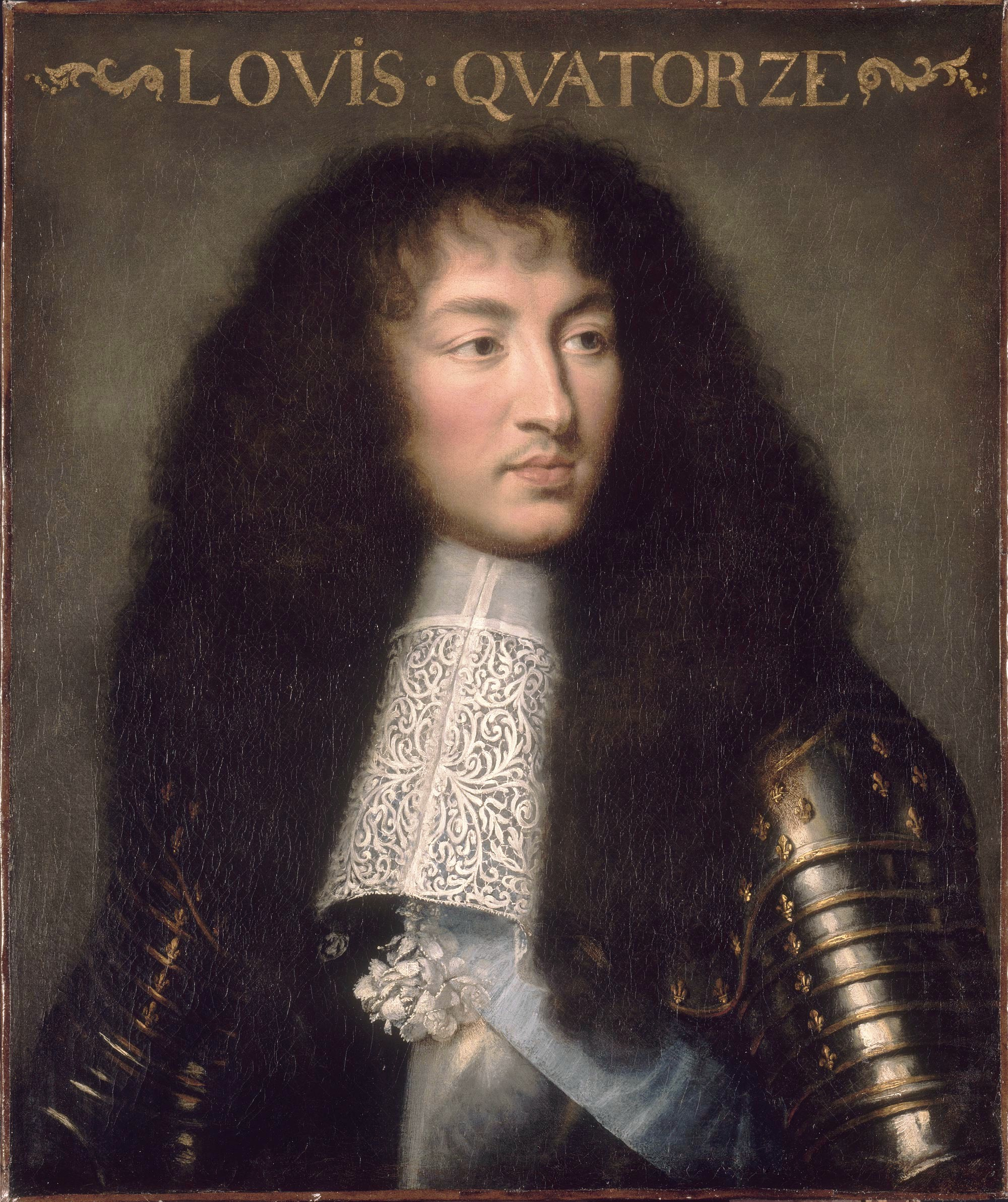
Louis XIV en 1661 par Charles Le Brun. L'année où il devient roi.

#### Politique
Louis XIV accède au trône quelques mois avant son cinquième anniversaire, mais pendant son enfance la Régence est partagée par Anne d’Autriche et le Cardinal Mazarin. Durant cette période, il est très marqué par la révolte de la Fronde (1648-1653). Une fois à la tête du pays, Il s’attachera à contenir d’une main de fer la noblesse du pays. Il supprime le poste de premier ministre pour exercer un pouvoir absolutiste.
Il écarte Fouquet du poste de surintendant des finances. Au début de son règne, Louis XIV engage de grandes réformes administratives (création du Conseil royal des finances, d'un service de police moderne, Ordonnance civile de Saint-Germain-en-Laye). La politique étrangère faite de nombreuses guerres se solde par la conquête d'un grand nombre de provinces (la Haute-Alsace, Metz, Toul, Verdun, le Roussillon, l'Artois, la Flandre française, Cambrai, la Franche-Comté, la Sarre, le Hainaut et la Basse-Alsace). 

#### Culture
Louis XIV entend démontrer la puissance et la grandeur du royaume. il veut contrôler le milieu artistique pour qu'il soit à son service. Il confie à Louis Le Vau et à André Le Nôtre la restauration du palais et du jardin des Tuileries. Pendant son règne, il charge Le Vau et d'Orbay de construire le Château de Versailles, palais centralisateur de pouvoir. Charles Le Brun, Premier peintre du Roi a une grande influence sur les arts. Il est à l’origine du goût prononcé pour le style antique. Il est aussi nommé par le roi directeur de la Manufacture des Gobelins. En 1662, Le Brun crée la « Manufacture Royale des Meubles de la Couronne », où du mobilier et des décors sont réalisés pour les maisons royales.

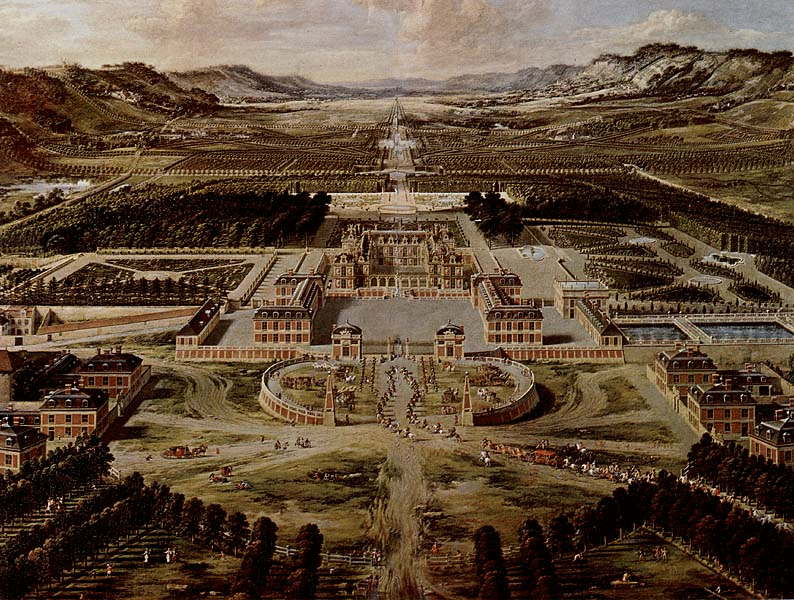
Le château de Versailles après le premier agrandissement en 1668.
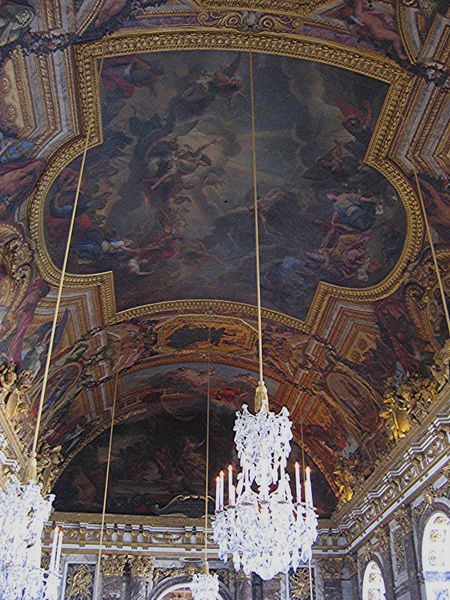
Plafond de la galerie des Glaces réalisé par Charles Le Brun, Versailles
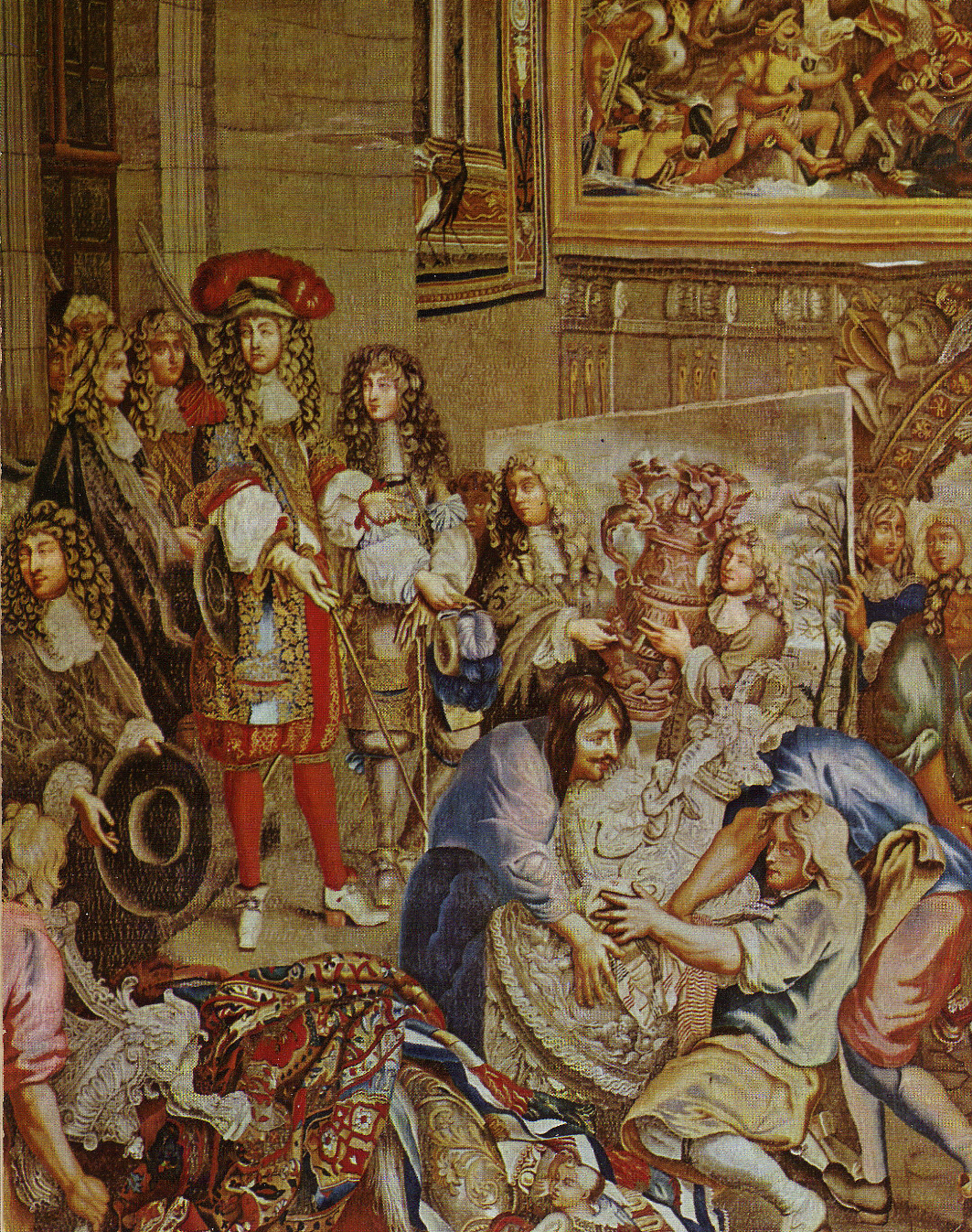
Louis XIV visitant la manufacture des Gobelins avec Colbert en 1667.

## Esthétique

### Principales caractéristiques

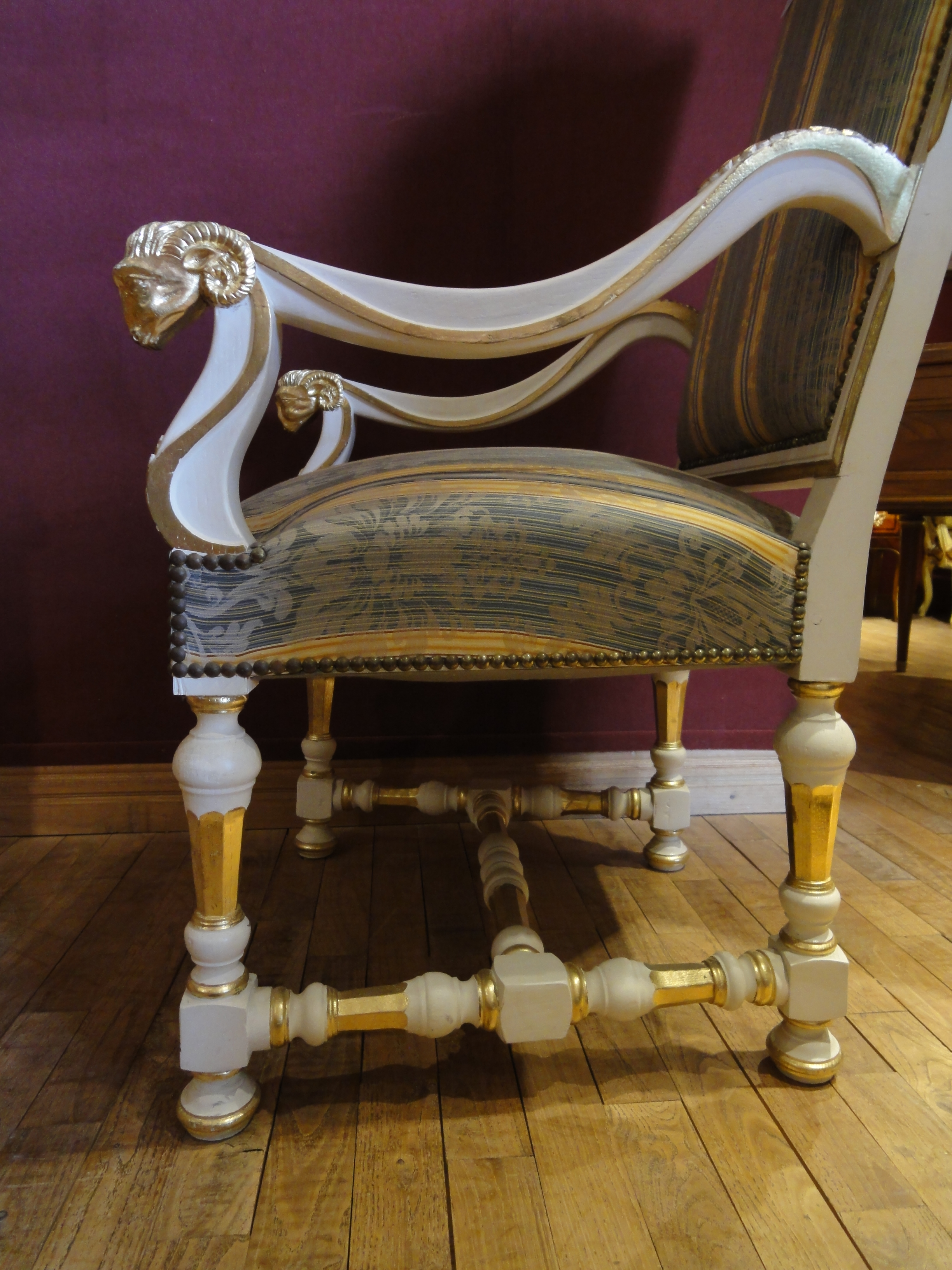
Style Louis XIV

Le mobilier est de plus en plus luxueux, mais contrairement aux styles précédents, il ne s'inspire presque plus de l'architecture.
Il y a deux sortes de mobiliers : le mobilier d'apparat richement orné de placages et d'incrustations (André-Charles Boulle), de bois massifs dorés et le mobilier bourgeois en bois massif.
Le style se caractérise avant tout par sa symétrie absolue et une dimension importante et ostentatoire. Inspiration italienne et antique (Rome victorieuse, gracieuse, Jules César, etc.).
Les panneaux ont un style caractéristique. Ils peuvent être échancrés aux quatre coins, aux deux coins supérieurs et cintrés ou encore « cintrés à ressauts ». Les pieds sont en balustres ou en consoles. Les entretoises passent de la forme en H à la forme en X. La marqueterie connait un essor important avec la marqueterie Boulle.

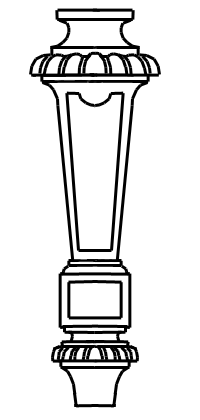
Pied en balustre
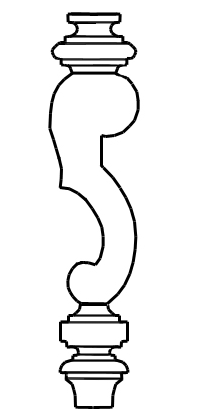
Pied en console

## Ornementation

### Figures décoratives
Les figures décoratives s'inspirent principalement de l'Antiquité gréco-romaine et tentent d'exprimer la puissance:
| - rinceaux (parfois nommées arabesques) - feuilles d'acanthe - volutes - mascarons et masques - cariatides et atlantes - têtes de lion et pieds de lion - guirlandes de fruits et fleurs | - palmettes en masques radiés - lambrequin - lys - coquilles - lauriers - dauphins - trophées |

## Mobilier

### Meubles emblématiques du style Louis XIV

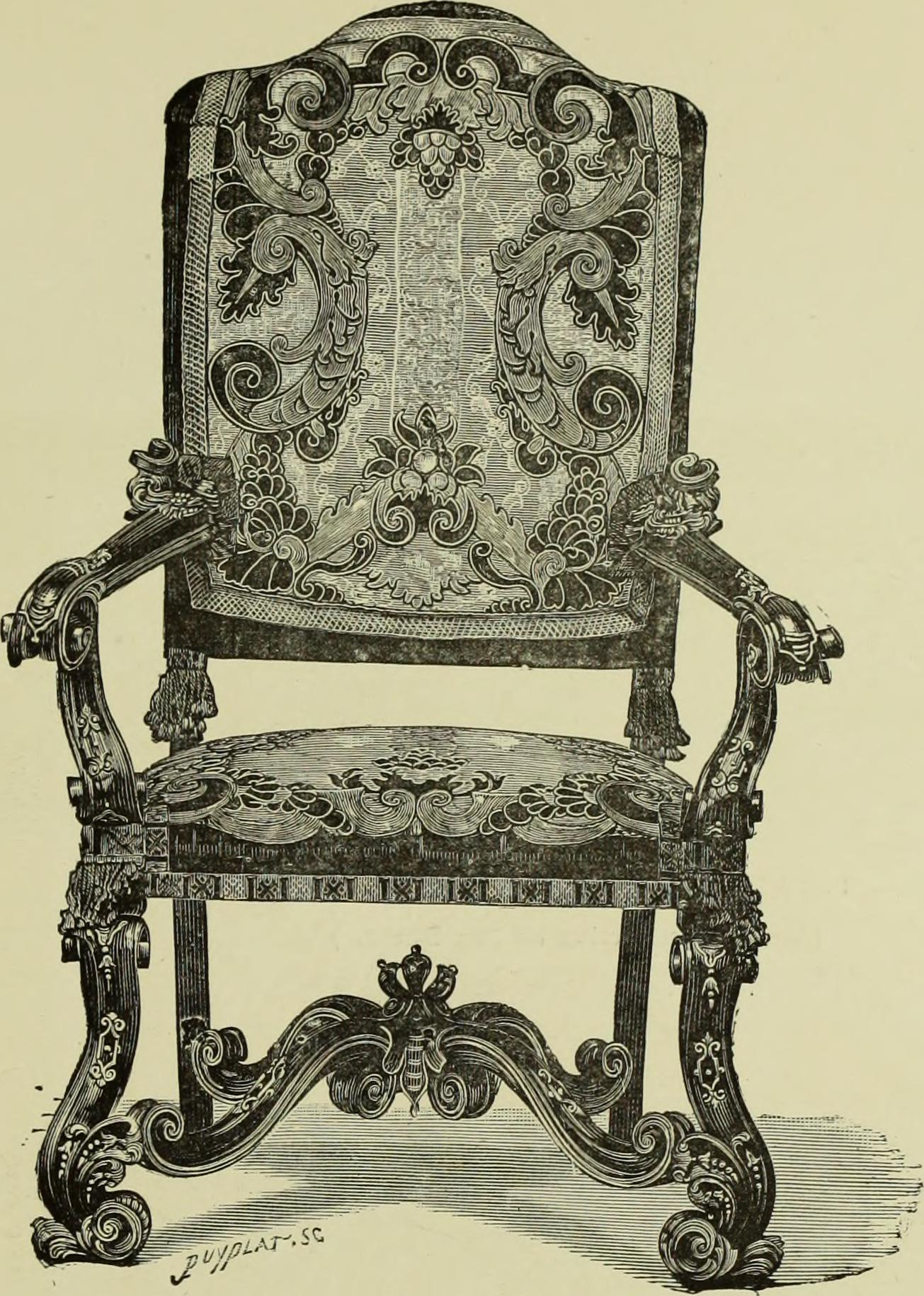
Fauteuil Louis XIV.

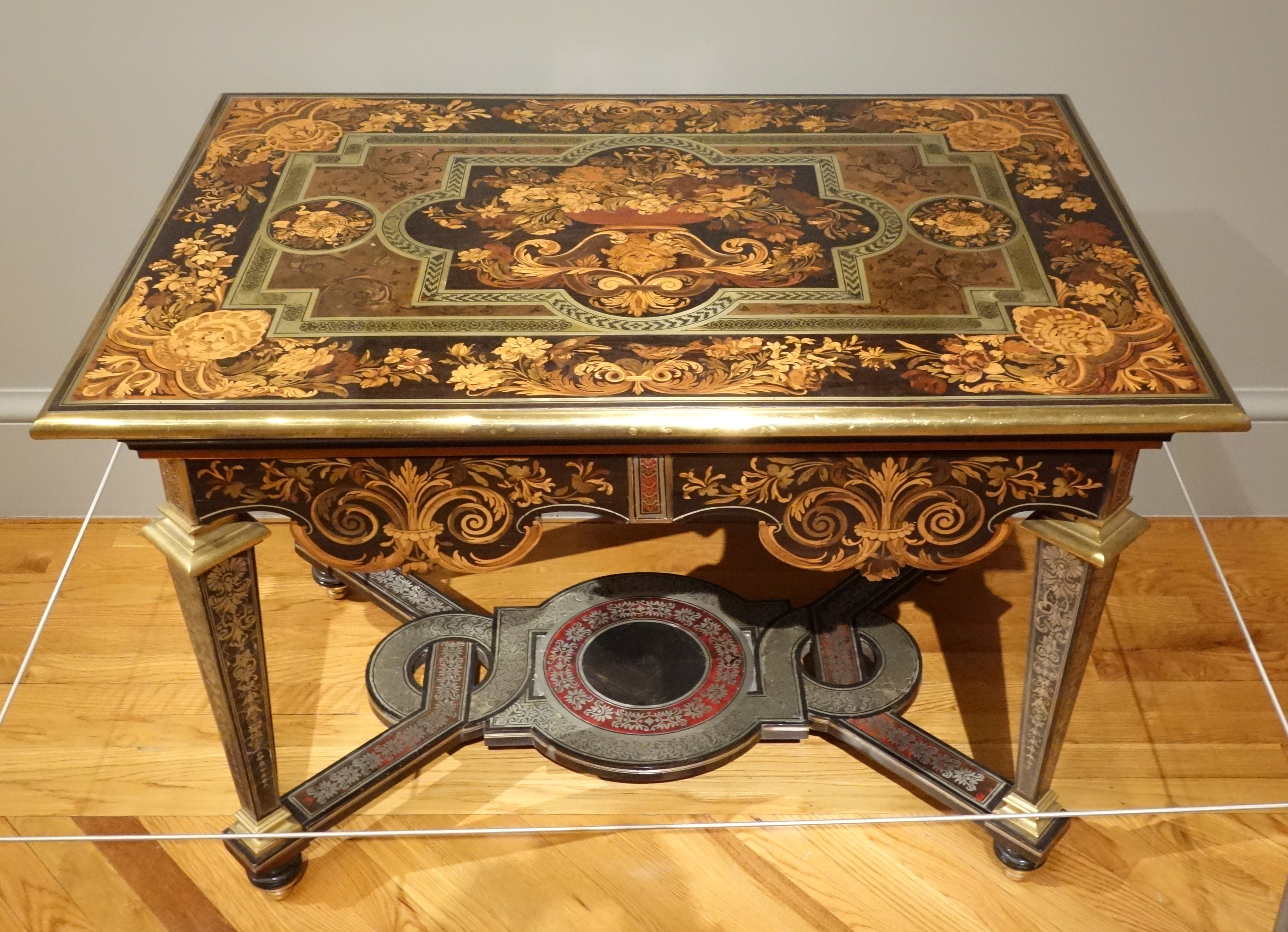
Table type Boulle.

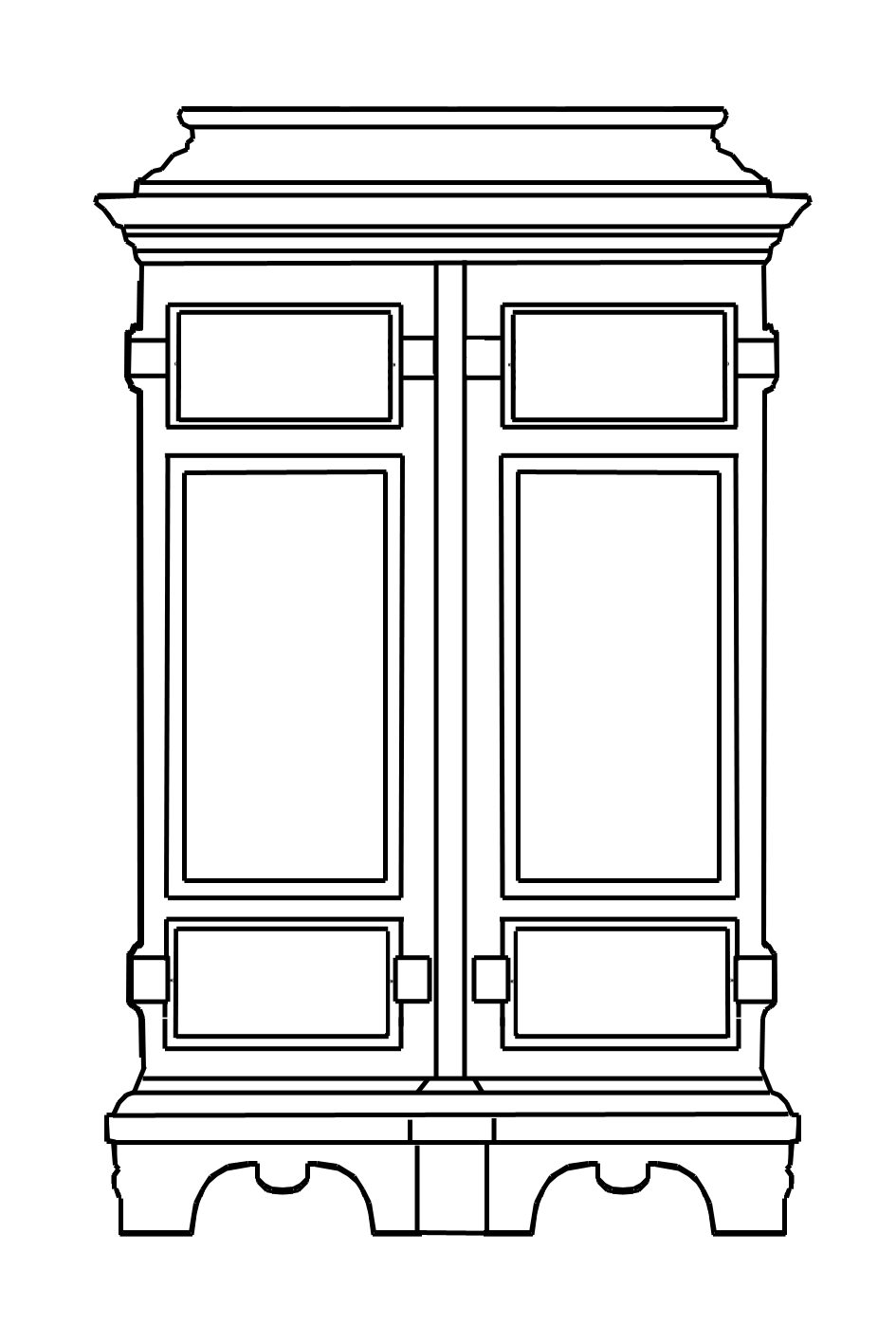
Armoire type Boulle.

#### Sièges
- Fauteuils : les dossiers sont plus hauts que larges, droits ou légèrement inclinés vers l'arrière. Ils sont souvent séparés de l'assise et entièrement recouverts d’étoffe précieuse (brocarts d'or ou d'argent, velours, damas, satin blanc de Chine ornée de motifs en rayures ou point de Hongrie)[10]. Le piétement est plus sculpté. Les traverses peuvent être en accolades (on dit aussi en os de mouton), tournées ou en volutes affrontées. Plusieurs formes sont en vogue pendant cette période : le « pied droit en balustre carré », le « pied galbé en console » ou encore le « pied en os de mouton ». Ceux-ci sont reliés par des entretoises qui passent progressivement d'une forme en H à une forme en X. Le bras ou accotoir est plus ondulé. Terminé par une volute ou une crosse, il dépasse la console qui le supporte. La console d'accotoir est dans le prolongement du pied. Il comprend rarement des manchettes (parties rembourrées du bras). On voit aussi l'apparition du fauteuil dit « à oreillettes » ou « en confessionnal », ancêtre de la bergère. Pourvu d'oreilles percées de jalousie, de joues[11] pleines et d'un carreau ou coussin épais, les oreilles sont progressivement laissées pleines lorsque sa fonction de confession aux prêtres disparaît[12].

- Chaises : la chaise est très similaire au fauteuil sans toutefois avoir d'accotoir.
- Tabourets : le ployant est un pliant (tabouret pliable) au piétement en X, exécuté dans des matériaux souvent luxueux et tendu de tissus précieux. Le placet est un tabouret carré ou rectangulaire, à quatre pieds droits et entretoise en H ou en X.

#### Tables et guéridons
- Table d'apparat s'apparentant aux consoles de milieu (en raison de leurs pieds en forme de consoles). Elles deviennent souvent massives, mais ne servent pas à prendre un repas. Leur plateau carré, rectangulaire, parfois rond, est en marbre, en porphyre, en albâtre, en marqueterie de pierres de couleur cernée de marbre noir, ou en marqueterie de bois et d'étain ou de cuivre et d'écaille. Les pieds formés de consoles ou de motifs en accolades sont assemblés par une ceinture sculptée ou ajourée et une entretoise en H qui devient un X. Le pied tourné à l'origine est soit droit (en forme de gaine à section carrée ou de balustre) soit en forme de console, puis le galbe s'accentue pour former un pied-de-biche au sabot fourchu annonçant le style Régence. Les jeux de fond sur dorure sont quadrillés et losangés. La table de salle à manger n'existe pas, on dresse encore à cette époque de simples tréteaux[12].
- Consoles d'applique et de milieu
- Guéridons appelés torchères.

#### Armoires et commodes
- Les grandes armoires sont de forme rectangulaire et sont dotées d'une corniche saillante[2].
- La commode est créée pendant cette période. Cette création est attribuée à Boulle[10].
- Bonnetières.
- Buffets (bas d'armoires).

#### Meubles à écrire
- Les cabinets deviennent progressivement des bureaux. L'exemple le plus connu est le « bureau Mazarin » (cf. nouveaux meubles)

#### Lits
- Les lits sont composés d'un châssis recouvert d'étoffe. Un ciel de lit repose sur quatre colonnes. Leurs noms sont « lits à la duchesse » ou « lits à baldaquins ».
- Lits de repos, formes (ancêtres du canapé).

Petit à petit, les assises vont être ornées d'un coussin, de tissus, de tapisseries à l'aiguille (gros points, petits points ou cuir doré ou gaufré), de velours de Gênes, ou de Damas, etc., fixés par des petits clous cachés par des crépines.

### Nouveaux meubles

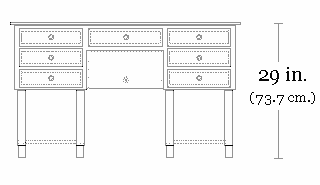
Bureau Mazarin.

- La commode : elle remplace le coffre et se développe à partir de la fin du XVIIe siècle. La commode porte son nom actuel à partir de 1708.
- Le fauteuil à oreillettes ou en confessionnal.
- Le bureau : évolution du cabinet. L'un des meilleurs exemples est le « bureau Mazarin ». Celui-ci se compose de huit pieds. Il est divisé en trois parties. Sur les extérieurs du meuble, les pieds sont reliés quatre à quatre par une entretoise en X et supportent trois tiroirs. La partie centrale est en retrait.

### Matériaux

#### Bois
Les bois massifs utilisés sont majoritairement réalisés en noyer, en chêne et en châtaignier. Les bois d'ébène, de poirier noirci de sapins et de fruitiers sont aussi utilisés.

#### Autres
Le bronze ciselé connait un essor important. Le développement de la marqueterie voit l'emploi de métaux (cuivre, étain, bronze), écailles (de tortue notamment), os, ivoire et pierres précieuses. 

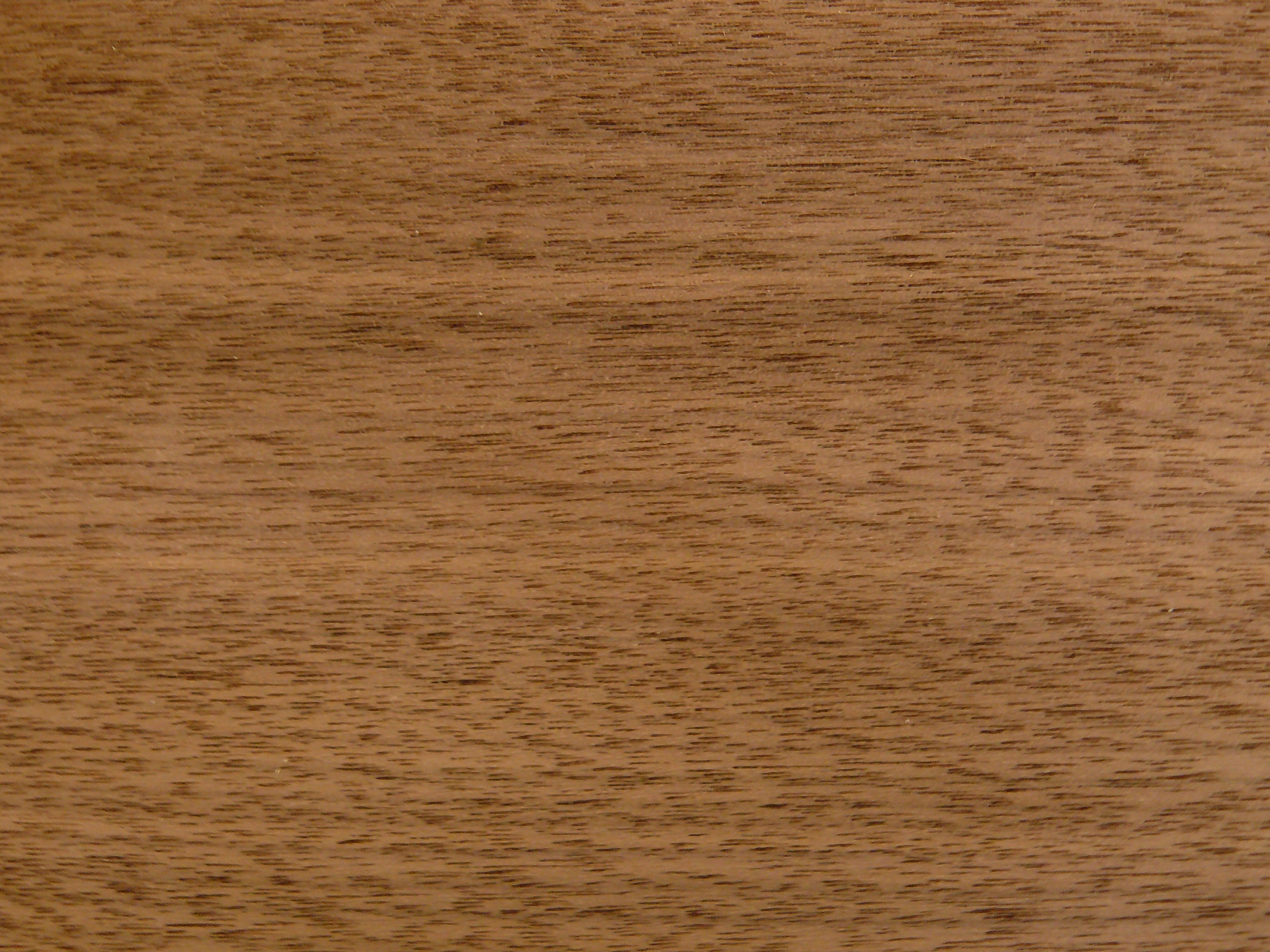
Texture du bois de noyer
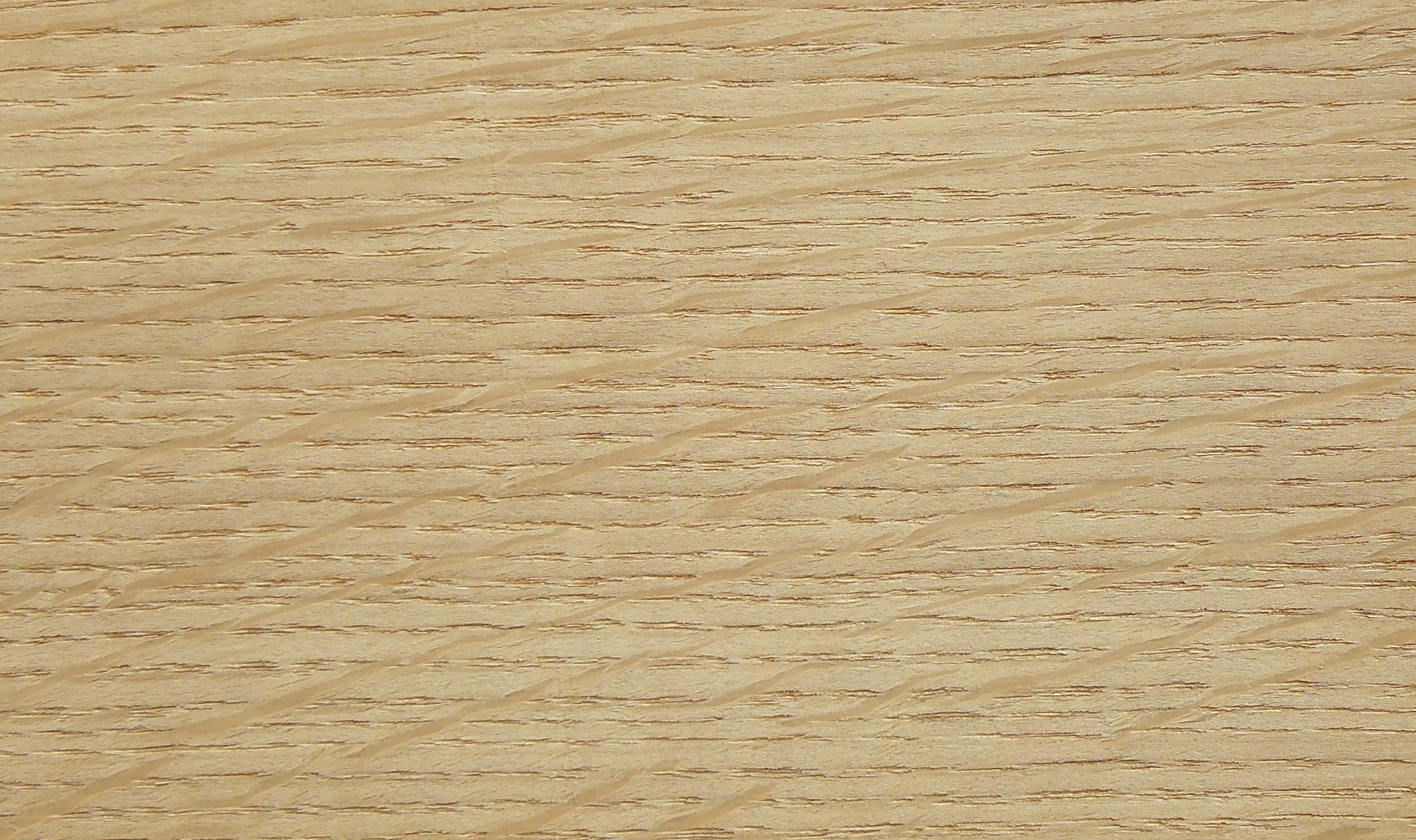
Texture du bois de chêne

## Techniques et outillage
La marqueterie, décor réalisé avec des placages découpés et collés sur l'armature du meuble, est déjà présente sous le style précédent. On peut y noter l'apport du savoir-faire hollandais, ceux-ci, souvent logés au Louvre sont dénommés « menuisier en ébène, faiseur de cabinets du Roi ».  La marqueterie connait par la suite un fort développement sous l'impulsion d'André-Charles Boulle. Il développe une technique existante, la Tarsia a incastro ou encore la "partie contre-partie", qui prend le nom de « marqueterie Boulle ». L'incrustation d'écaille de tortue apparaît à cette époque. Les techniques d'assemblages sont le tenon-mortaise et la queue d'aronde.

Assemblage tenon-mortaise
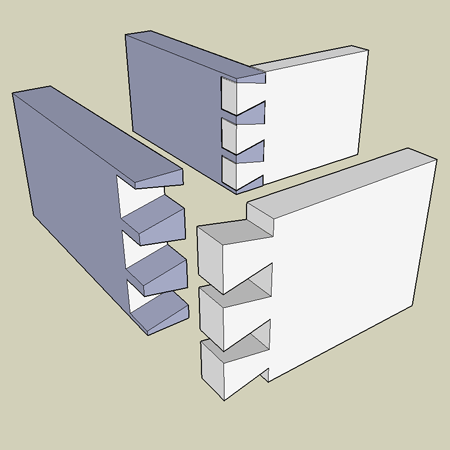
Assemblage queue d'aronde